# Giovanni Andrea De Ferrari

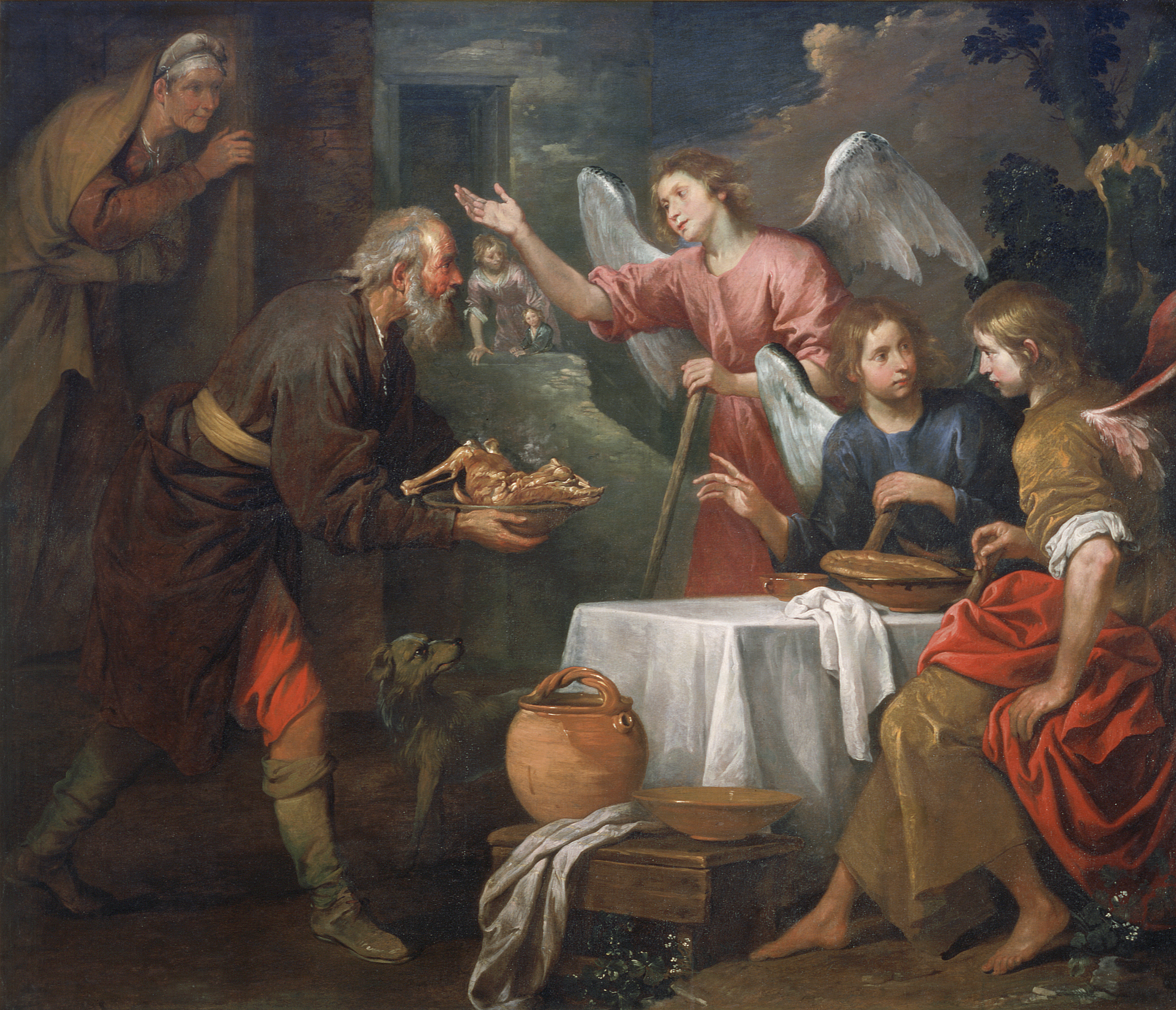
Giovanni Andrea De Ferrari: Abraham und die drei Engel, Saint Louis Art Museum

Giovanni Andrea De Ferrari, genannt „il reverendo“ (* ca. 1598 in Genua; † 25. Dezember 1669 ebenda) war ein italienischer Maler des Barock und Vertreter der Genueser Schule.

## Leben
Neben einer humanwissenschaftlichen Grundausbildung trat er sehr jung in die Werkstatt von Bernardo Castello ein. Von dort wechselte er bald zu Bernardo Strozzi, der einen erheblichen Einfluss auf ihn hatte – so sehr, dass Gemälde aus Giovanni Andrea De Ferraris Frühzeit zuweilen für Werke von Strozzi gehalten wurden, wie Soprani berichtet (Soprani-Ratti, 1768, I, S. 267). Die Ähnlichkeiten betreffen besonders die Wahl der meistens religiösen Themen, die in einer volkstümlich-liebevollen Weise dargestellt werden, und den Typus der Figuren.
Sein frühestes bekanntes datiertes Werk ist eine Geburt der Maria in der Kirche Nostro Signore del Rimedio in Genua.
Bereits 1619 hatte De Ferrari seine eigene Werkstatt in Genua eröffnet und erhielt einen Auftrag für zehn kleinformatige Bilder für das Nonnenkloster von San Giuseppe.

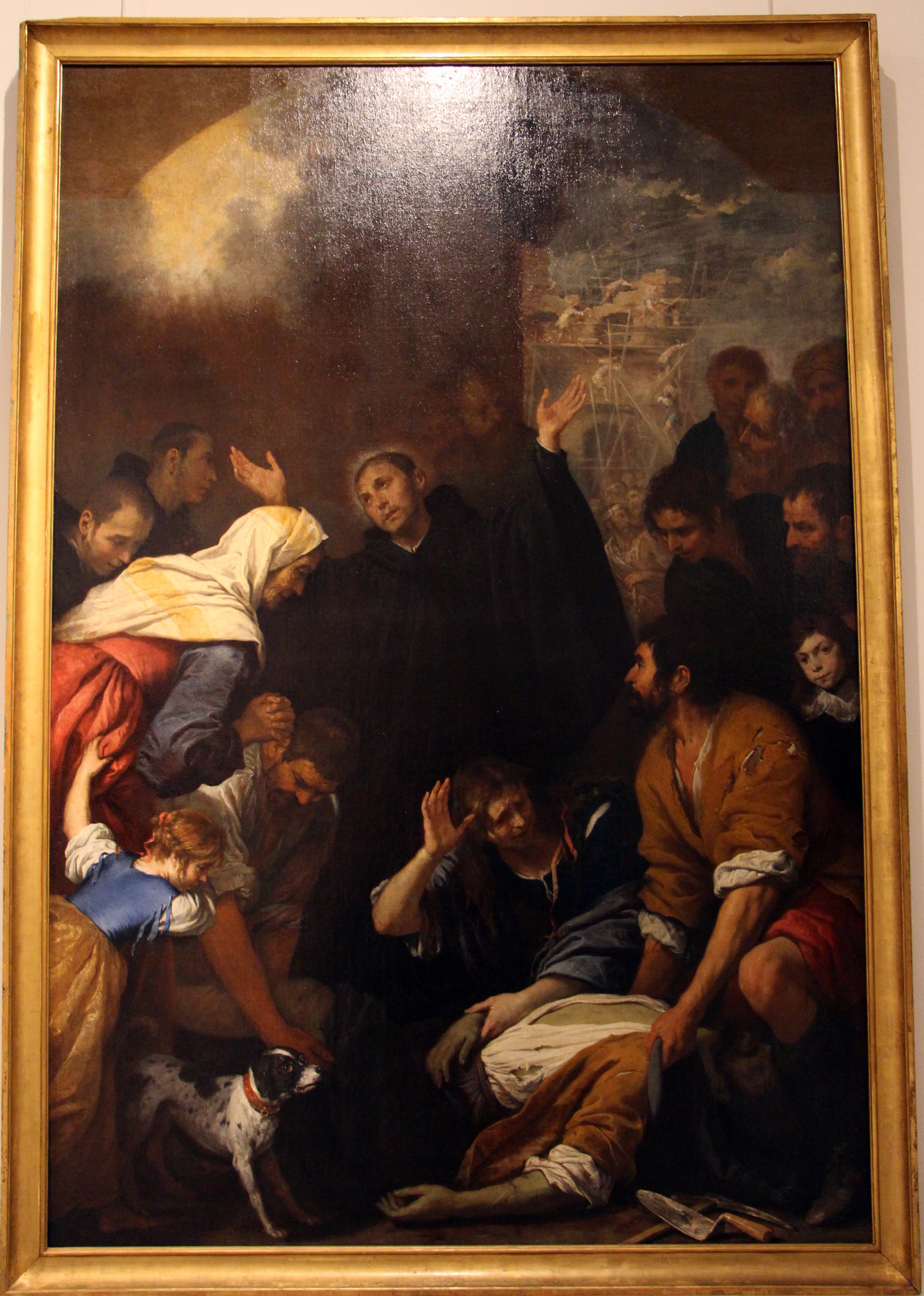
Ein Heiliger erweckt einen gefallenen Maurer wieder zum Leben, Öl auf Leinwand, Accademia Ligustica di Belle Arti, Genua

Eine Darstellung der Gerechtigkeit im Palazzo Luca Grimaldi („Palazzo Bianco“) gilt ebenfalls als ein Jugendwerk De Ferraris, das er für eine Serie von Allegorien im Palazzo Ducale malte, zu der auch Andrea Ansaldo und Domenico Fiasella einige Bilder beisteuerten. De Ferrari selber schuf 1651 für den Palazzo Ducale noch eine datierte und signierte Mäßigung (heute ebenfalls im Palazzo Bianco).
Unter dem Einfluss von Van Dyck, der sich in den 1620er Jahren in Genua aufhielt, und möglicherweise auch von Werken Procaccinis und Orazio Gentileschis, entwickelte De Ferrari einen durchsichtigeren und transparenten Farbauftrag und seine Figuren wurden etwas idealisierter, eleganter. Sein Kolorit ist chromatisch fein abgestimmt und ausgewogen, nicht selten etwas erdig. Typisch sind auch lyrische Landschaften und Hintergrundfiguren, deren Gesichter nur schemenhaft angedeutet sind. Darüber hinaus hatte er eine gewisse Vorliebe für stilllebenartige Darstellungen alltäglicher Gegenstände oder von Tieren. Sein lyrischer Naturalismus wird oft mit der spanischen Malerei (v. a. mit Murillo) verglichen, zuweilen sogar ein Einfluss von Velázquez angenommen, der jedoch auf seinen Italienreisen (1629–30 und 1649–51) jeweils nur wenige Tage in Genua weilte.
De Ferrari hatte bald großen Erfolg und schuf bis etwa 1635 zahlreiche große Altarbilder für Kirchen in Genua und Ligurien, darunter die heute in der Accademia Ligustica in Genua befindlichen Gemälde Wunder der hl. Brigitta (signiert und datiert 1634) und Ein Heiliger erweckt einen gefallenen Maurer wieder zum Leben. Wegen der vielen Aufträge, die er nun zu erledigen hatte und vielleicht auch wegen der manchmal sehr traditionellen und starren Vorstellungen seiner Auftraggeber, entstanden manche davon mit deutlicher Beteiligung seiner Werkstatt, worunter teilweise die künstlerische Qualität litt.
Zu seinen zahlreichen Schülern gehörten die bedeutenden Maler Grechetto und Valerio Castello, sowie Bernardo Carbone, Giovan Battista Merano und Giovan Battista Croce.
Um 1634 war Giovanni Andrea De Ferrari wahrscheinlich in Rom, da er zu dieser Zeit in der dortigen Accademia di San Luca eingeschrieben war. Aus der Zeit nach 1635 sind so gut wie keine datierten Werke mehr von ihm erhalten.

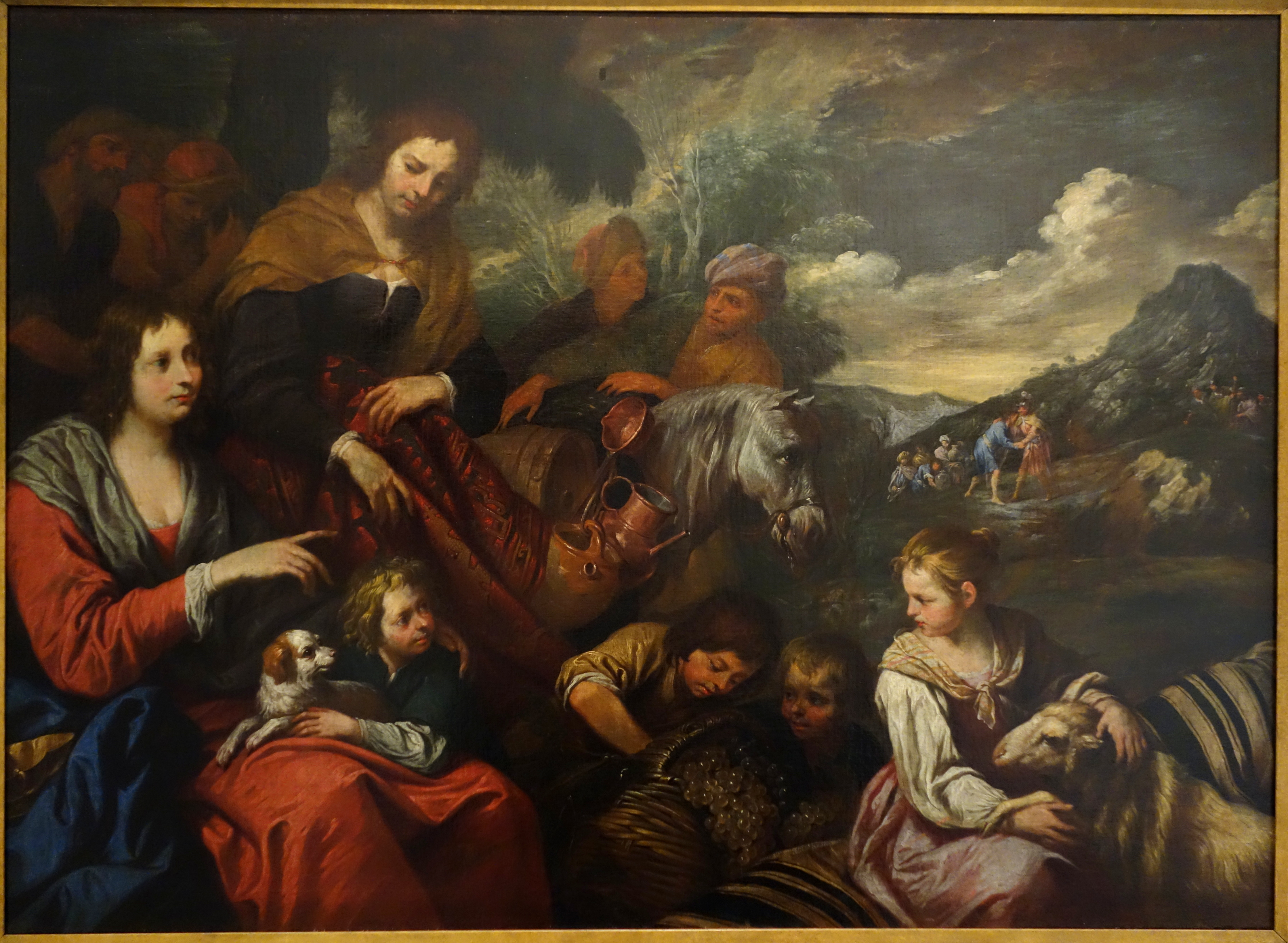
Die Familie Jakobs, um 1640, Öl auf Leinwand, Accademia Ligustica di Belle Arti, Genua

Neben den großen kirchlichen Aufträgen schuf er viele Gemälde für private Mäzene und Sammler, darunter besonders alttestamentarische Szenen, oft im Querformat. Diese intimeren, genrehaften Kompositionen entsprachen seinem Wesen mehr als monumentale Werke und gelten als der beste Teil seiner künstlerischen Produktion. Darunter befinden sich mehrere Darstellungen aus dem Leben des Jakob und des Joseph oder des Noah, die er oft in mehreren unterschiedlichen Versionen malte und die sich in verschiedenen Museen und Privatsammlungen in Genua und auf der ganzen Welt befinden (siehe unten Werkliste).
De Ferrari blieb sein Leben lang unverheiratet und trug in fortgeschrittenem Alter ein geistliches Gewand (Soprani, 1674, S. 258); daher wurde er auch manchmal „il reverendo“ genannt (Belloni, 1974, S. 12), ohne allerdings je die Priesterweihe erhalten zu haben.
Raffaelo Soprani, der Giovanni Andrea De Ferrari persönlich kannte, berichtet, dass der Maler mit fortschreitendem Alter an Gicht litt, was zu tragischen Deformationen und Verkrüppelung seiner Hände und Füße führte. Daher musste er das Malen irgendwann aufgeben, verarmte im Alter und musste im Ospedale degli Incurabili gepflegt werden, wo er zuweilen von seinen Schülern und Freunden besucht wurde.
Im Hospital starb er am ersten Weihnachtstag 1669 und wurde in der Kirche Santa Brigida in Genua bestattet.

## Bildergalerie

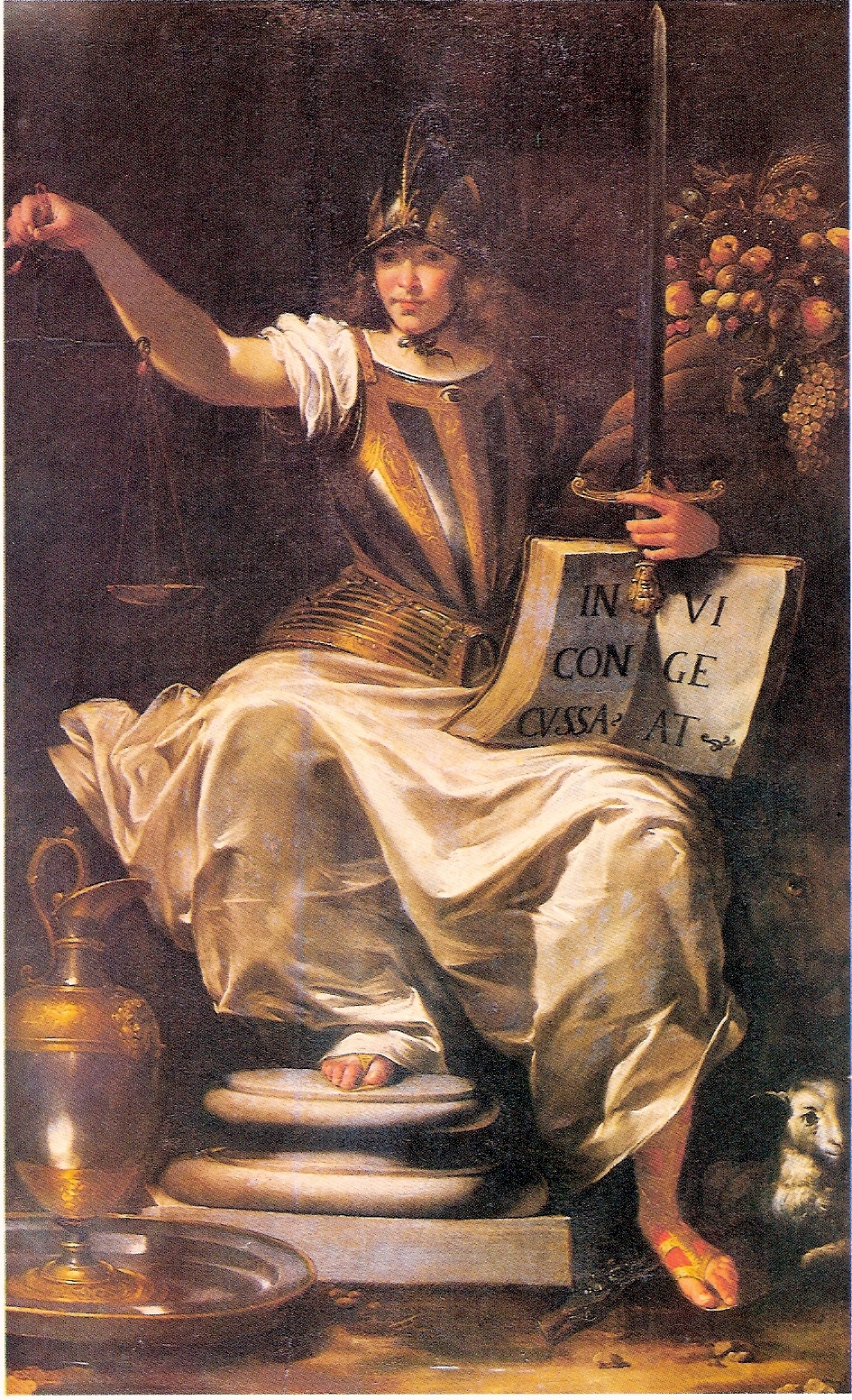
Die Gerechtigkeit (Justitia), Palazzo Niccolò Grimaldi, Genua
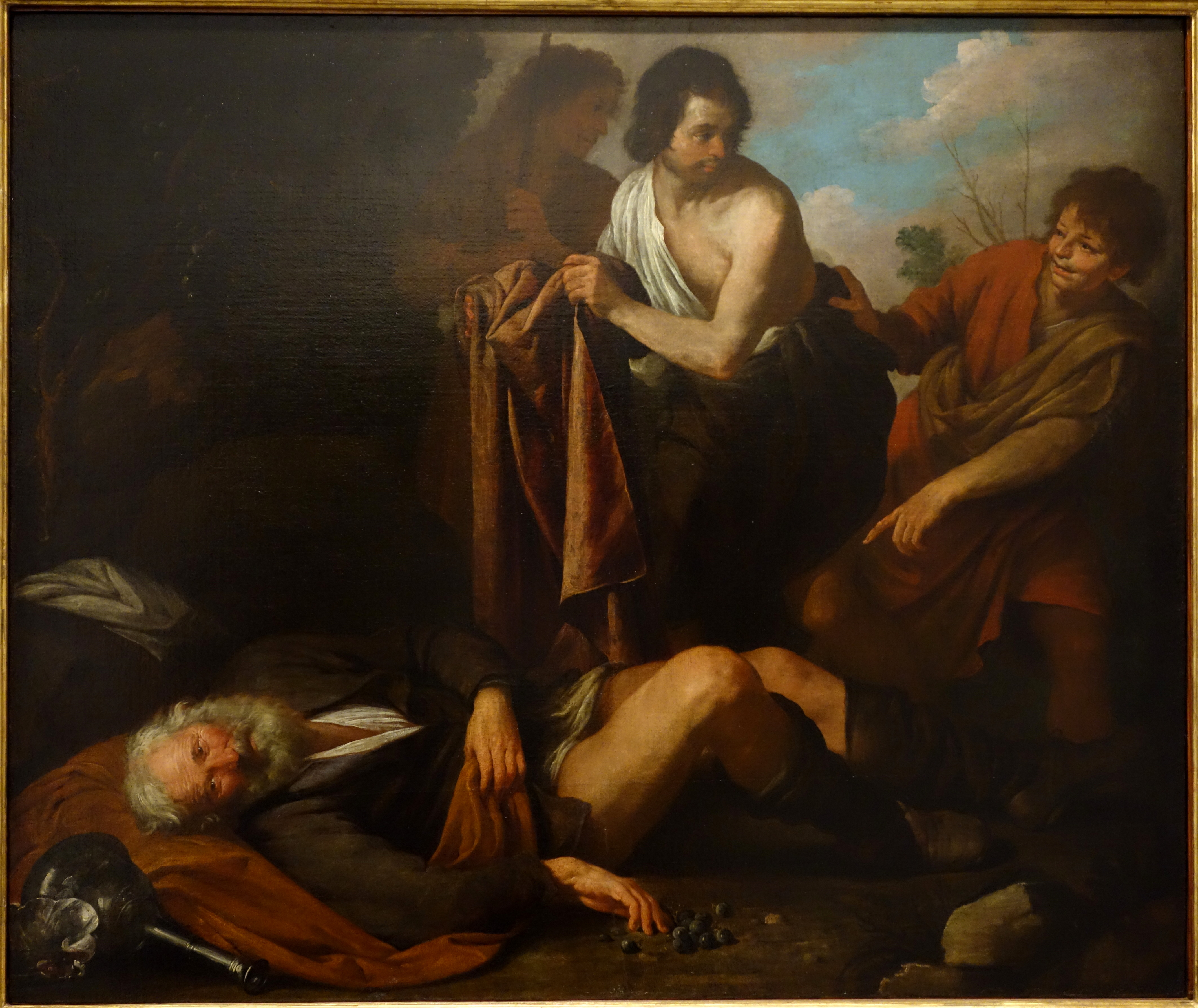
Die Trunkenheit des Noah, ca. 1630–1635, Öl auf Leinwand, Accademia Ligustica di Belle Arti, Genua
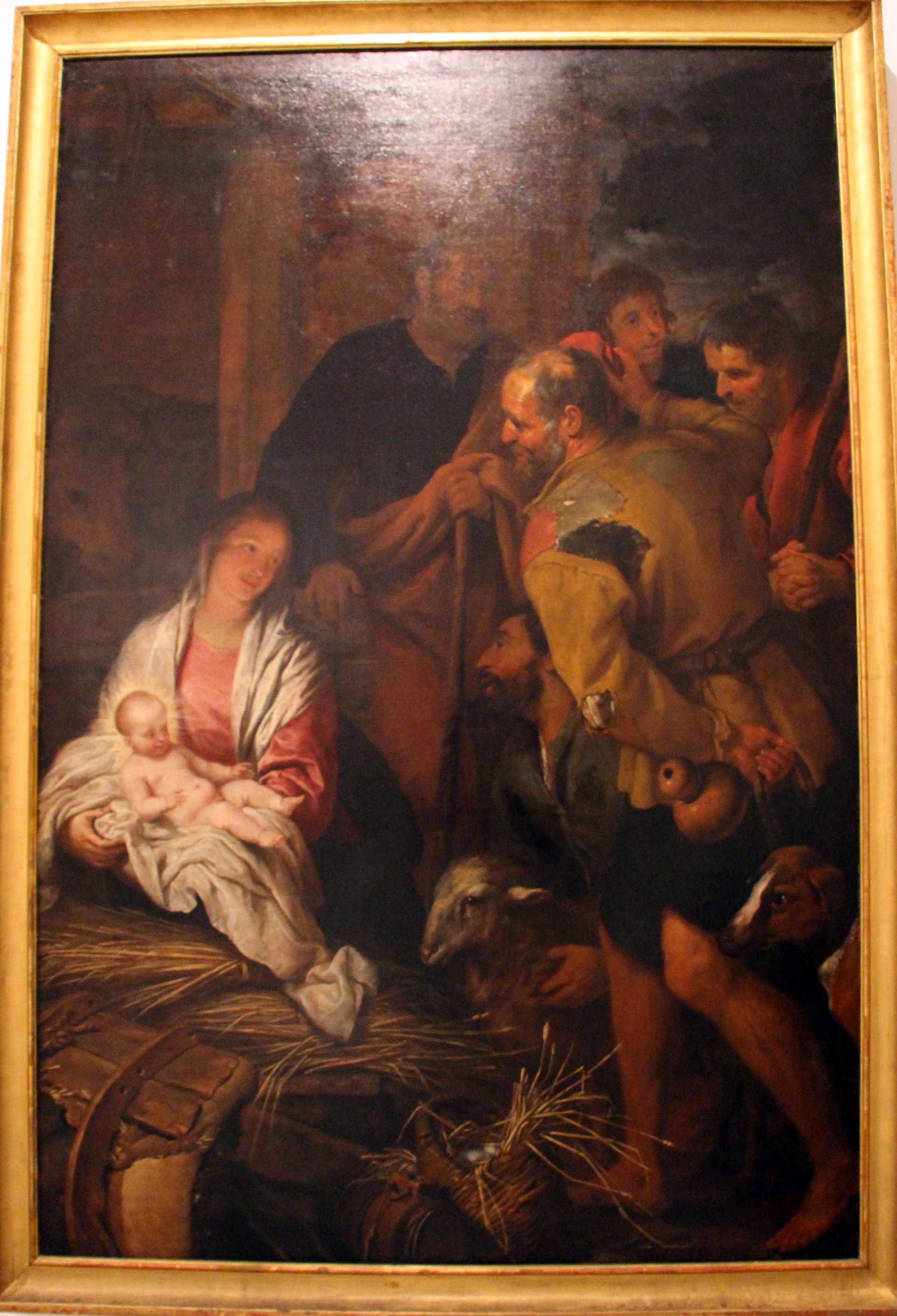
Anbetung der Hirten, Öl auf Leinwand, Accademia Ligustica di Belle Arti, Genua
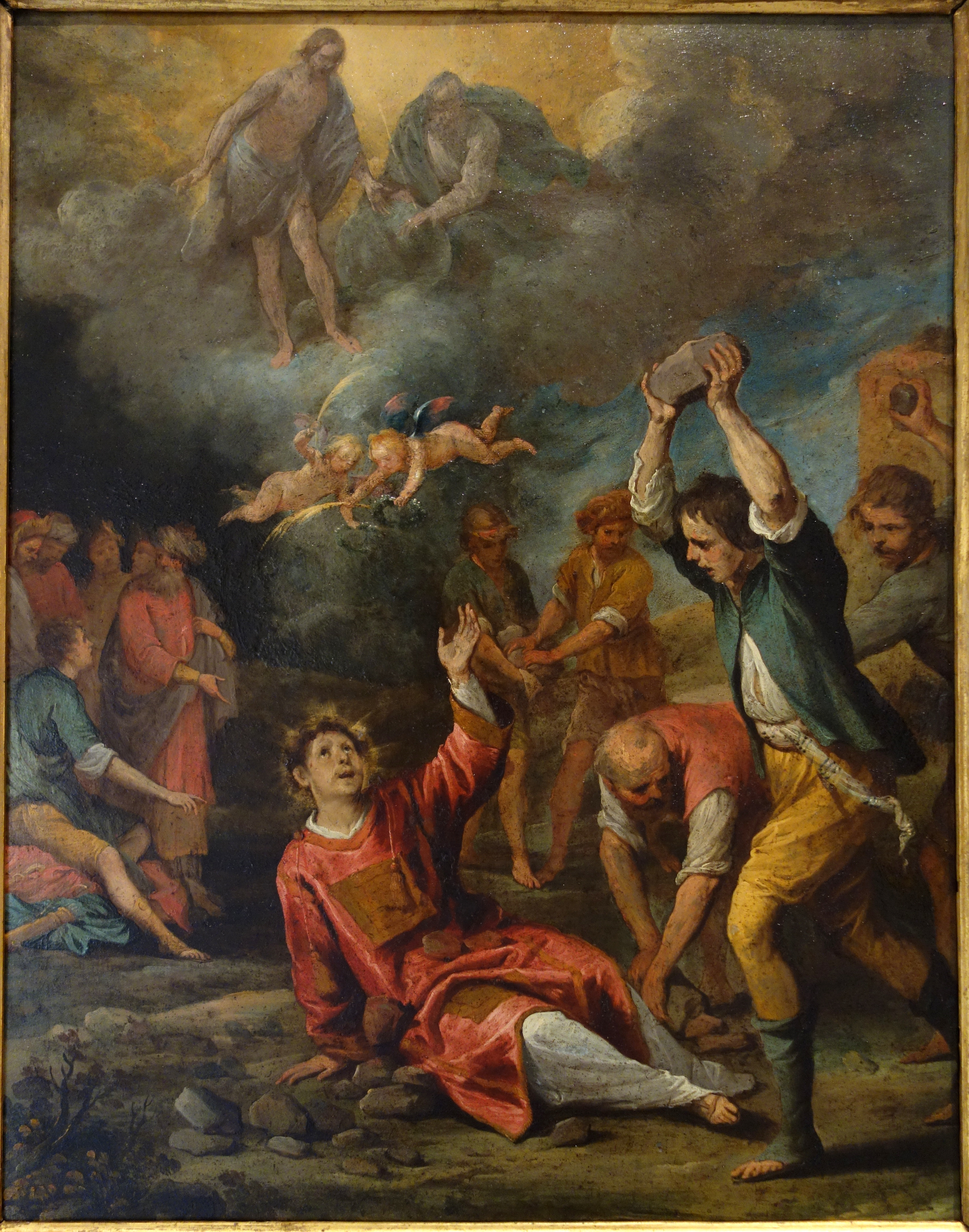
Martyrium des hl. Stephan, Öl auf Kupfer, Accademia Ligustica di Belle Arti, Genua
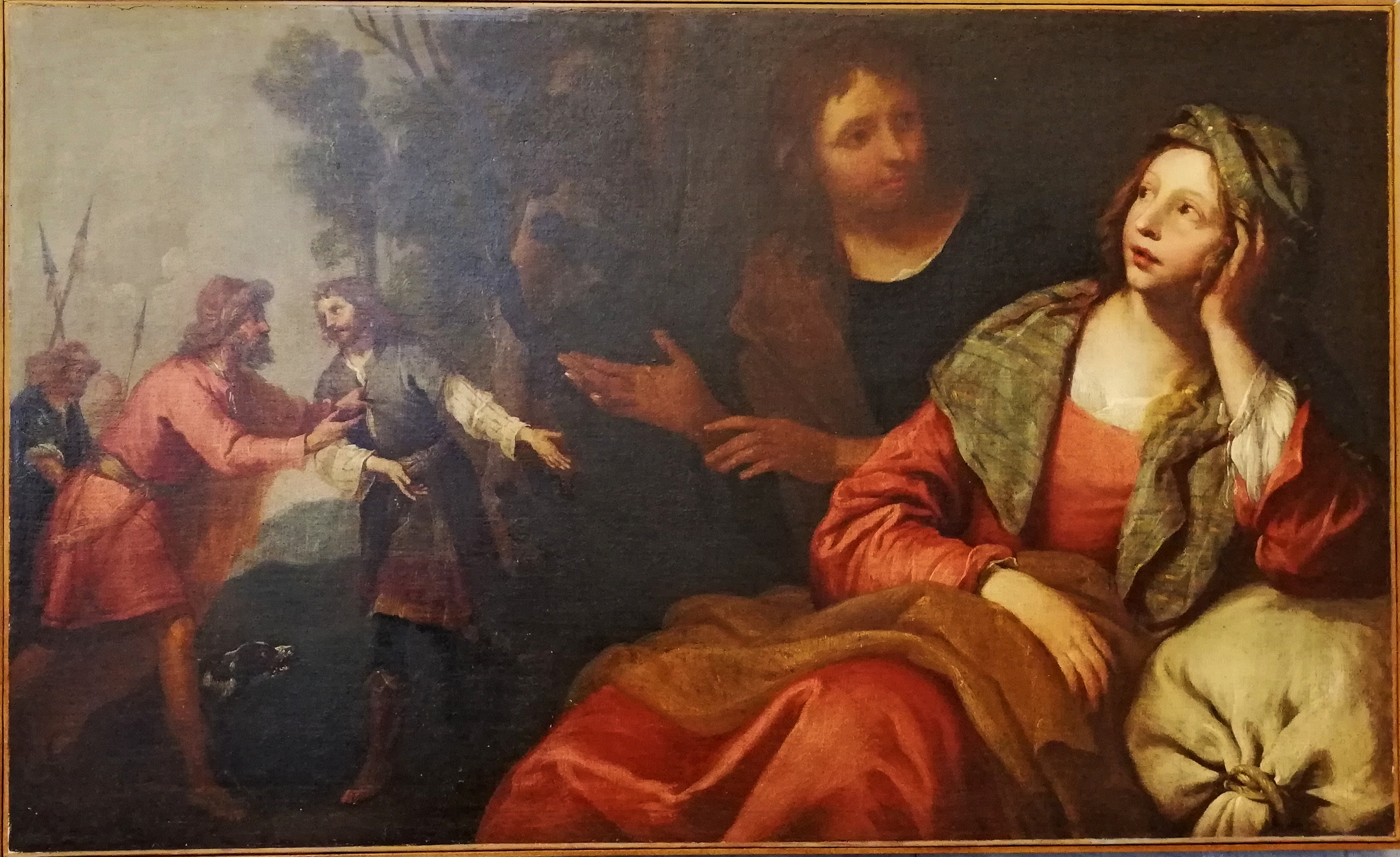
Biblische Szene, Öl auf Leinwand, Palazzo Bianco, Genua

## Werke (Auswahl)
- Die Gerechtigkeit, (urspr. für den Palazzo Ducale, Genua) Palazzo Bianco, Genua
- Geburt der Maria, Chiesa di Nostro Signore del Rimedio, Genua
- Anbetung der Hirten, Quadreria dei Cappuccini, Voltaggio.
- Predigt des hl. Thomas vor dem König von Indien, signiert und datiert 1624, Oratorio di San Tommaso, Genua
- Der hl. Thomas, zur Feuerprobe verurteilt, um 1624 (?), Oratorio di San Tommaso, Genua
- Martyrium des hl. Andreas, um 1625 (urspr. für die Chiesa dello Spirito Santo, Genua), Santa Maria dei Servi, Genua
- zwei Altarbilder Tod des Gerechten und Tod des Sünders, um 1625, Albergo dei Poveri, Genua
- Die Madonna bittet für die Seelen im Purgatorium (urspr. für Sant‘ Agnese, Genua) Chiesa del Carmine, Genua
- Der Schutzengel, signiert und datiert 1630, Gemeindekirche (parrocchiale) von Santa Margherita Ligure
- Geburt der Maria, 1630, Sant‘Ambrogio, Voltri
- Almosen des Hl. Antonius (urspr. für San Domenico) Gemeindekirche von Montoggio
- Tod des hl Joseph (urspr. für die Kirche San Francesco, Castelletto) San Rocco, Genua
- Madonna mit Kind und Heiligen, signiert und datiert 1631, Gemeindekirche, Alassio
- Drei hl. Bischöfe, 1633, Gemeindekirche von Recco
- Wunder der hl. Brigitta, signiert und datiert 1634, Accademia Ligustica, Genua
- Ein Heiliger wiedererweckt einen gefallenen Maurer zum Leben, 1634, Accademia Ligustica, Genua
- Madonna del Carmine, 1635, Gemeindekirche, Alassio
- Spott des Cam (zwei Versionen): im Palazzo Bianco, Genua und in der Pinacoteca di Parma
- Trunkenheit des Noah (Accademia Ligustica, Genua und Pinacoteca di Parma)
- Verkauf des Joseph und Josephs Brüder zeigen dessen blutbefleckte Tunica dem Vater Jakob, Galleria nazionale d’Arte antica, Rom
- Abraham und die drei Engel, Museum von Saint Louis (Missouri)
- Joseph weist die Gaben der Brüder zurück, Galleria Acquavella, New York
- Esau und Jakob, Palazzo Bianco, Genua
- Rebecca am Brunnen, Privatsammlung, Genua
- Hl. Felix von Valois, San Benedetto, Genua
- Tod des hl. Joseph, um 1650, San Nicola, Genua
- Die Mäßigung, datiert und signiert 1651, (urspr. für den Palazzo Ducale, Genua) Palazzo Bianco, Genua
- Hagar und der Engel (zwei Versionen): SS. Annunziata del Vastato, Genua; und Collezione Cerruti, Genua
- Die Samariterin am Brunnen, Privatsammlung, Genua
- Kreuzabnahme, Privatsammlung